# Волошенюк Іван Степанович
 Волошеню́к Іва́н Степа́нович (нар. 3 липня 1938, с. Ометинці Немирівського району Вінницької області — пом. 14 березня 2017, Вінниця) — прозаїк, публіцист. Член Національної спілки письменників України (1986 рік), Заслужений журналіст України (2003 рік).

## Життєпис
Народився 3 липня 1938 року в селі Ометинці Немирівського району Вінницької області. Закінчив Іллінецький сільськогосподарський технікум (1956), факультет журналістики Київського університету імені Т. Г. Шевченка (1967). Працював агрономом у селі Вільшанці Шацького району на Волині. Тоді ж його роботи почали друкувати у районній газеті. Після трьох років армійської служби в Києві, де фактично працював у газеті Київського військового округу, був дописувачем тодішньої Брацлавської районної газети, «Районки» у Могилеві-Подільському, 14 років працював на Вінницькому обласному радіо, потім у газетах «Вінницька правда», «Сільські вісті», «Правда України»; з 1996 року — у газеті «Вінниччина».
Помер 14 березня 2017 року у Вінниці. Похований на кладовищі села Гавришівка (Вінницька міська громада) Вінницького району Вінницької області.
В пам'ять про письменника засновано обласну журналістську премію його імені, видатно бібліографічний покажчик та том спогадів.

## Літературна діяльність
Автор понад двох десятків книг повістей, оповідань і публіцистики, численних публікацій у пресі (див.: бібліографію). За оповіданнями «Магеланиха» та «Сеньйора Грасселлі з Чернявки» знято телефільми у 1986 та 1997 рр. відповідно.
|                                                  | Щодо себе особисто, то не маю себе за письменника, бо не вмію вигадувати і будувати складну, вітійствувату структуру сюжетів — усе в мене з життя, з того, що стрічалося на кореспондентських стежках-дорогах, вразило, зачепило душу. Багато — з довколишньої природи, краси неба, поля, лісу, рослин. Позначилося, мабуть, те, що виріс я над водою сільського ставу, між кульбабами, бараболями і мелодіями мальв, мені завше здавалося, що їхній ріст і краса від того, що вони співають. Таке сприйняття з раннього, пастушого віку, примирило мене з агрономічним технікумом, до якого я змушений був поступити тому, що мама не мали чим платити за середню школу, бо тато наш не загинув на фронті, а банально помер під час війни. Марив журналістикою, а пішов вивчати агрономію. Це поглибило любов до природи і зробило її для мене Богом. |
| — Іван Волошенюк, з автобіографічної прози, 2010 | |